# استرواح الأمعاء
اسْترواح الأَمعاء (بالإنجليزية: intestinal pneumatosis أو Pneumatosis intestinalis) كما يعرف أيضاً باستِرواح الكِيْسات المعوِيَّة (pneumatosis cystoides intestinalis) هو وجود غير طبيعي للهواء أو لغاز آخر في الأمعاء، مما ينتج عنه تشكل كيسات غازية في جدار الأمعاء. كعلامة شعاعية، فإنه يشير بقوة إلى الالتهاب المعوي القولوني الناخر. هذا على عكس الغاز الموجود في تجويف الأمعاء (الذي يُخفف عند اطلاق الريح). في الأطفال حديثي الولادة، يعتبر استرواح الأمعاء تشخيصًا للالتهاب المعوي القولوني الناخر، ويتم إنتاج الغاز بواسطة البكتيريا في جدار الأمعاء. لا تزال إمراضية الاسترواح المعوي غير مفهومة جيدًا ومن المحتمل أن يكون متعدد العوامل. لا يعتبر استرواح الأمعاء بحد ذاته مرضًا، بل هو علامة سريرية. في بعض الحالات، يكون نتيجة عرضية، بينما في حالات أخرى، ينجذر بحالة داخل البطن تهدد الحياة.

## صور إضافية

استرواح الأمعاء تحت التصوير المقطعي المحوسب أثناء نقص التروية المعوية. نافذة الرئة لتمثيل أفضل لرواسب الغاز في جدران الأمعاء. إعادة البناء الإكليلي.
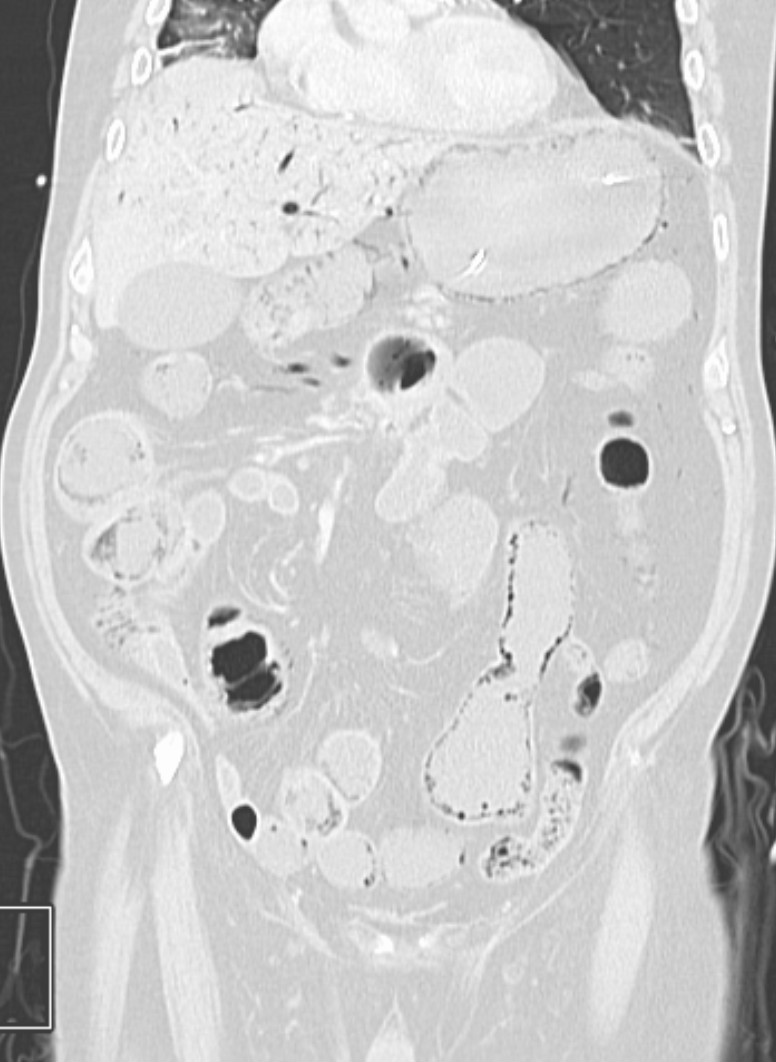
استرواح الأمعاء في التصوير المقطعي الإكليلي في نافذة الرئة. يمكن رؤيته بجوار انحباس الغاز في جدار الأمعاء والغاز في جدار المعدة وفي العديد من الأوعية، بما في ذلك الوريد البابي في الكبد.
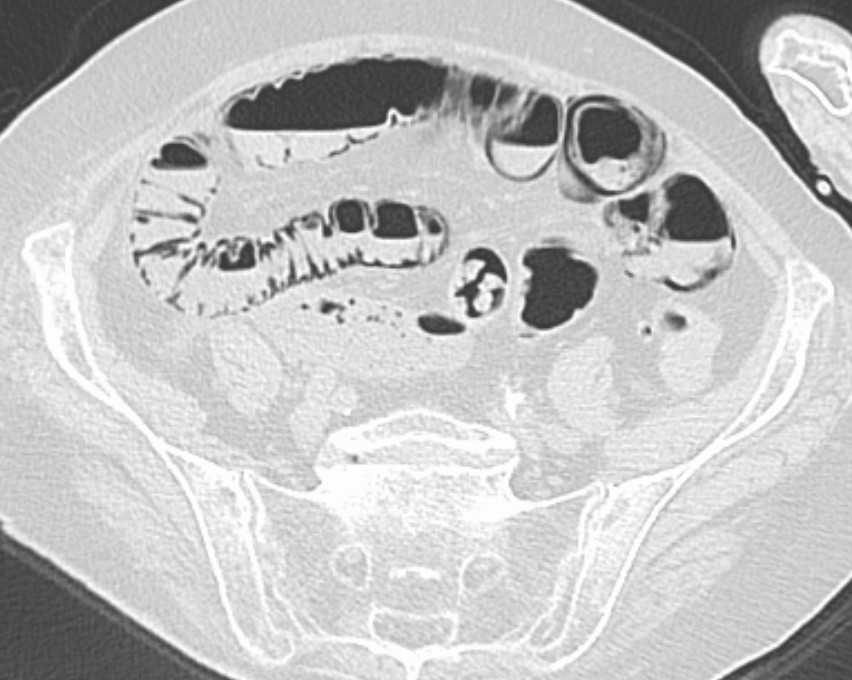
استرواح الأمعاء في التصوير المقطعي المحوسب أثناء نقص التروية المعوي. نافذة الرئة لتمثيل أفضل لرواسب الغاز في جدران الأمعاء.
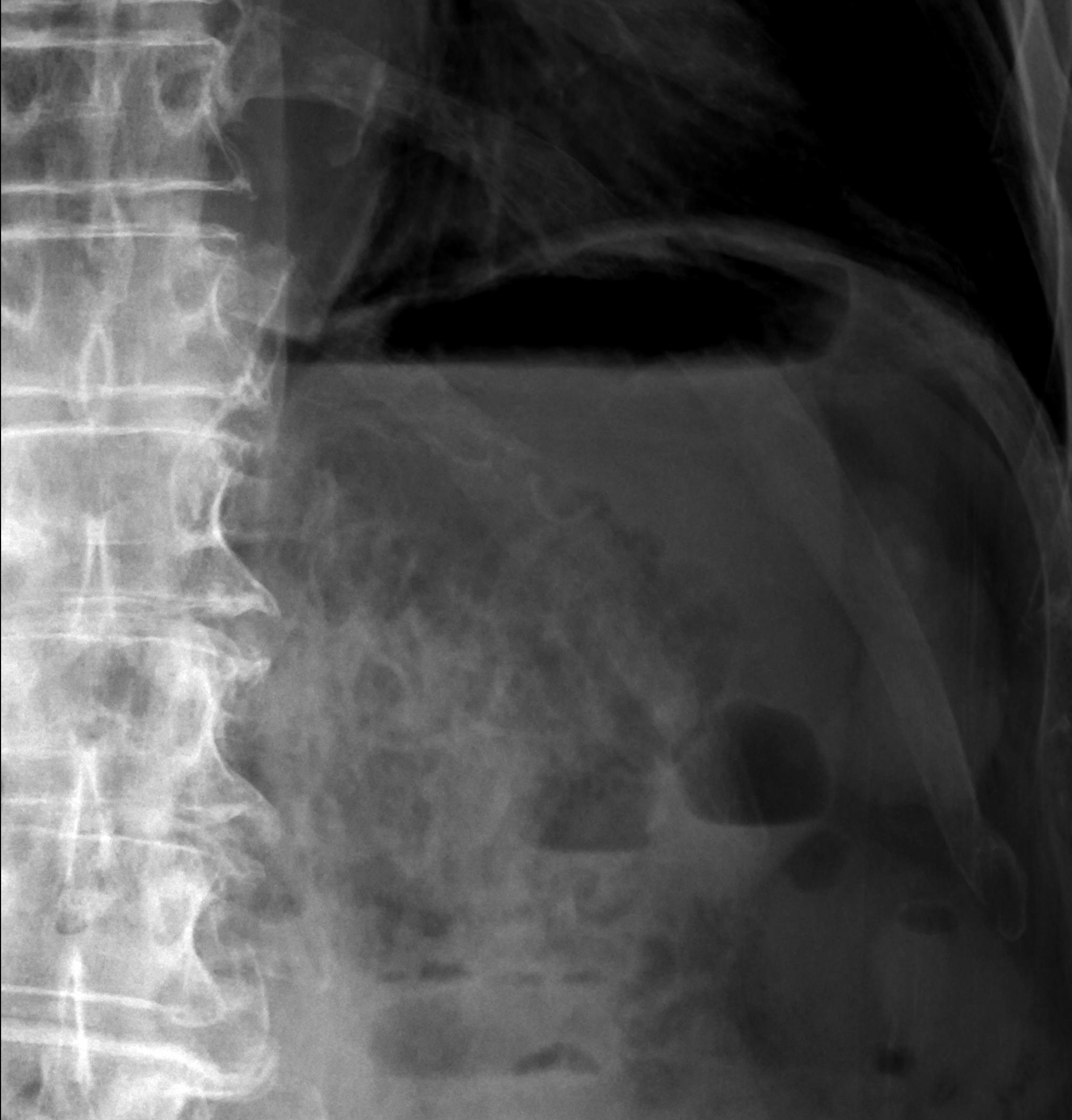
تصوير شعاعي AP مستقيم يظهر الغاز في جدار الأمعاء الدقيقة في الربع العلوي الأيسر مما يدل على استروح الأمعاء.
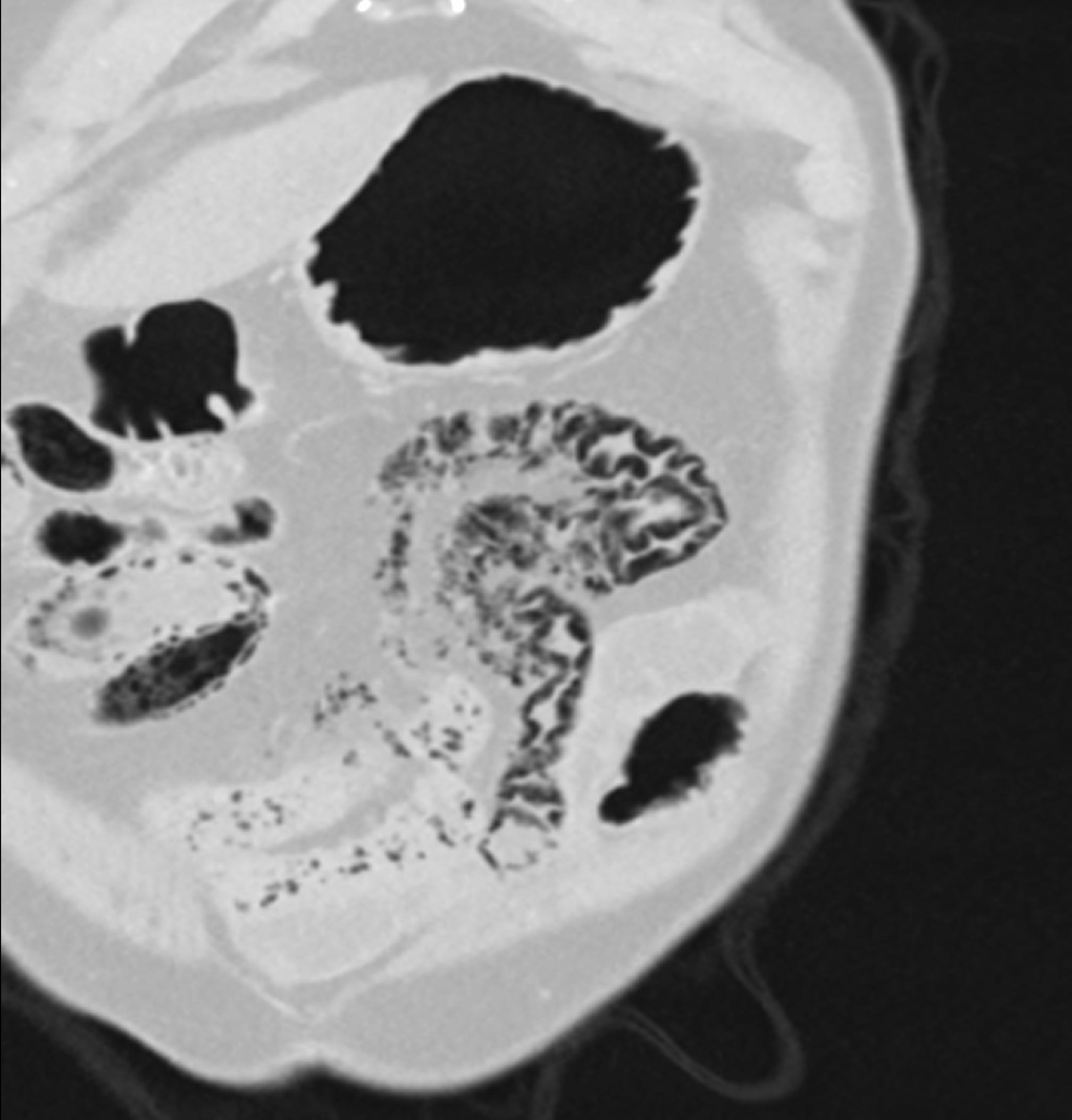
تظهر الصورة الإكليلية MDCT المعاد تنسيقها الاسترواح المعوي المنتشر في الأمعاء الدقيقة الرباعية العلوية اليسرى. يكون الاسترواح المعوي أكثر تكيسًا وعقيديًا في الأمعاء الدقيقة في خط الوسط وعلى يمين خط الوسط. كان لدى هذا المريض عرض حميد نسبيًا بدون نفص تروية معوية وتمت معالجته بشكل تحفظي.